# Società Sportiva Lazio Calcio Femminile 2011-2012
Questa voce raccoglie le informazioni riguardanti la Società Sportiva Lazio Calcio Femminile nelle competizioni ufficiali della stagione 2011-2012.

## Rosa
Rosa aggiornata alla fine della stagione.
| N. |                       | Ruolo | Calciatrice                |
| -- | --------------------- | ----- | -------------------------- |
|    | Italia (bandiera)     | D     | Mariana Aparecido Accoroni |
|    | Italia (bandiera)     | A     | Sara Berarducci            |
|    | Italia (bandiera)     | D     | Cristina Cassanelli        |
|    | Italia (bandiera)     | C     | Antonietta Castiello       |
|    | Italia (bandiera)     | D     | Claudia Ciarlo             |
|    | Italia (bandiera)     | C     | Claudia Ciccotti           |
|    | Italia (bandiera)     | A     | Nicol Condello             |
|    | Portogallo (bandiera) | A     | Carla Couto                |
|    | Italia (bandiera)     | D     | Eleonora Cunsolo           |
|    | Italia (bandiera)     | D     | Giorgia Curcuruto          |
|    | Italia (bandiera)     | C     | Michela De Angelis         |
|    | Italia (bandiera)     | C     | Silvia De Luca             |
|    | Italia (bandiera)     | D     | Daniela Di Bari            |
|    | Italia (bandiera)     | P     | Mimma Fazio                |
|    | Italia (bandiera)     | D     | Rebecca Grassi             |

| N. |                   | Ruolo | Calciatrice          |
| -- | ----------------- | ----- | -------------------- |
|    | Italia (bandiera) | D     | Valentina Lanzieri   |
|    | Italia (bandiera) | D     | Carol Loddo          |
|    | Italia (bandiera) | A     | Flaminia Lombardozzi |
|    | Italia (bandiera) | P     | Emanuela Melis       |
|    | Italia (bandiera) | C     | Giulia Monaco        |
|    | Italia (bandiera) | C     | Erika Pecchia        |
|    | Italia (bandiera) | D     | Arianna Pezzotti     |
|    | Italia (bandiera) | A     | Miriam Picchi        |
|    | Italia (bandiera) | P     | Beatrice Rea         |
|    | Italia (bandiera) | A     | Martina Santoro      |
|    | Italia (bandiera) | D     | Federica Savini      |
|    | Italia (bandiera) | C     | Veronica Spagnoli    |
|    | Italia (bandiera) | C     | Sara Visconti        |
|    | Italia (bandiera) | A     | Sarah Vürich         |
|    | Italia (bandiera) | C     | Tatiana Zorri        |

## Calciomercato

### Sessione estiva
| Acquisti | Acquisti            | Acquisti            | Acquisti   |
| R.       | Nome                | da                  | Modalità   |
| -------- | ------------------- | ------------------- | ---------- |
| D        | Cristina Cassanelli | Bardolino Verona    | definitivo |
| D        | Eleonora Cunsolo    | Totti Soccer School | definitivo |
| C        | Claudia Ciccotti    | Totti Soccer School | definitivo |
| C        | Giulia Monaco       | Real Colombò        | definitivo |
| C        | Erika Pecchia       | Eurnova             | definitivo |
| C        | Miriam Picchi       | Tecchiena           | definitivo |
| C        | Veronica Spagnoli   | Totti Soccer School | definitivo |
| C        | Sara Visconti       | Bardolino Verona    | definitivo |
| C        | Tatiana Zorri       | ???                 | definitivo |
| A        | Nicol Condello      | Roma CF             | definitivo |
| A        | Carla Couto         | 1º Dezembro         | definitivo |

|  |

### Sessione invernale
|  |

| Cessioni | Cessioni       | Cessioni | Cessioni   |
| R.       | Nome           | a        | Modalità   |
| -------- | -------------- | -------- | ---------- |
| D        | Claudia Ciarlo | Acese    | definitivo |
| C        | Tatiana Zorri  | Torino   | definitivo |

## Risultati

### Serie A

#### Girone di andata
| Arbitro: | Francesco Meraviglia (Pistoia) |

|  |           |              |
|  | Marcatori | 83’ Pezzotti |

| Roma 15 ottobre 2011 2ª giornata | Lazio CF                 | 0 – 0 referto | Roma CF | \| Arbitro: \| Filippo Vona (Frosinone) \| |
| Arbitro:                         | Filippo Vona (Frosinone) |               |         |                                            |

| Arbitro: | Riccardo Annaloro (Collegno) |

|                        |           |  |
| Laddaga 16’ Vitale 73’ | Marcatori |  |

| Arbitro: | Andrea Saccoccio (Formia) |

|  |           |                                    |
|  | Marcatori | 25’ Iannella 58’ Fuselli 81’ Costi |

| Arbitro: | Daniel Pedretti (Brescia) |

|            |           |  |
| Nasuti 39’ | Marcatori |  |

| Arbitro: | Matteo Marchetti (Ostia Lido) |

|           |           |  |
| Couto 58’ | Marcatori |  |

| Arbitro: | Valentina Finzi (Foligno) |

|             |           |  |
| Mariani 27’ | Marcatori |  |

| Arbitro: | Andrea Consalvo (Lanciano) |

|  |           |             |
|  | Marcatori | 19’ Riboldi |

| Arbitro: | Mattia Dal Pan (Belluno) |

|  |           |                                    |
|  | Marcatori | 41’ Couto 65’ Pezzotti 88’ De Luca |

| Arbitro: | Ameglio Menguzzo (Arezzo) |

|  |           |          |
|  | Marcatori | 5’ Spanu |

| Arbitro: | Filippo Vona (Frosinone) |

|              |           |                               |
| Visconti 77’ | Marcatori | 49’ Gabbiadini 62’ Battocchio |

| Arbitro: | Gabriele Agostini (Bologna) |

|                                                |           |           |
| Vicchiarello 4’ Del Prete 20’ Domenichetti 51’ | Marcatori | 73’ Couto |

| Arbitro: | Mattia Di Paolo (Chieti) |

|                    |           |                                          |
| Schiavi 25’ (aut.) | Marcatori | 43’ Sabatino 69’ Cernoia 75’ (rig.) Boni |

#### Girone di ritorno
| Arbitro: | Daniele De Remigis (Teramo) |

|  |           |            |
|  | Marcatori | 16’ Brutti |

| Arbitro: | Manuel Volpi (Arezzo) |

|             |           |                                   |
| Barreca 17’ | Marcatori | 50’ Pecchia 71’ (rig.) Berarducci |

| Arbitro: | Giuseppe Mansi (Nocera Inferiore) |

|                                   |           |                    |
| De Luca 68’ Berarducci 75’ (rig.) | Marcatori | 49’ (rig.) Laddaga |

| Arbitro: | Giuseppe Alessandro Paolino (Alghero) |

|                                                                                          |           |  |
| Fuselli 11’, 87’ Iannella 23’, 28’, 32’, 59’, 76’ Panico 34’ Maglia 63’ Manieri 68’, 90’ | Marcatori |  |

| Arbitro: | Francesco Alessandro Iovine (Napoli) |

|                       |           |                                                          |
| Berarducci 68’ (rig.) | Marcatori | 1’, 56’ Mauri 26’ (82) Scarpellini 27’ Trezzi 73’ Perini |

| Arbitro: | Alex Cavallina (Parma) |

|                           |           |  |
| Coppola 55’ Carminati 75’ | Marcatori |  |

| Arbitro: | Achille Simiele (Albano Laziale) |

|                |           |  |
| Berarducci 70’ | Marcatori |  |

| Arbitro: | Driss Abur Elkhayr (Conegliano) |

|                                        |           |  |
| Brumana 4’, 43’ Parisi 52’ Riboldi 78’ | Marcatori |  |

| Arbitro: | Andrea Zingarelli (Siena) |

|                          |           |                  |
| Berarducci 45’ Couto 85’ | Marcatori | 93’ Zandomenichi |

| Arbitro: | Mario Berger (Pinerolo) |

|                     |           |             |
| Sodini 5’ Zorri 44’ | Marcatori | 62’ Cunsolo |

| Arbitro: | Davide Curti (Milano) |

|                                   |           |             |
| Girelli 72’ (rig.) Rocha 83’, 85’ | Marcatori | 69’ De Luca |

| Arbitro: | Francesco Cenami (Rieti) |

|                          |           |                                  |
| Pezzotti 37’ De Luca 65’ | Marcatori | 29’ Maglio 72’ Zanetti 89’ Lavia |

| Arbitro: | Riccardo Campana (Seregno) |

|                                                                              |           |  |
| Sabatino 33’, 83’, 90’ Boni 35’, 67’ Zizioli 42’ Alborghetti 77’ Rosucci 85’ | Marcatori |  |

#### Play-out
| Arbitro: | Vittorio Di Gioia (Nola) |

|  |           |             |
|  | Marcatori | 19’ Tombola |

### Coppa Italia

#### Primo turno
| 25 settembre 2011 | Wom. Civitavecchia | 1 – 3 | Lazio CF |  |

#### Secondo turno
| Roma 2 ottobre 2011, ore 15:30 (CEST) | Lazio CF | 1 – 1 (d.t.s.) (d.c.r.) | Res Roma | Centro sportivo La Borghesiana - Campo C |

#### Ottavi di finale
| Roma 2011 | Lazio CF | 3 – 1 | Grifo Perugia |  |

#### Quarti di finale
| Arbitro: | Frasca (Sulmona) |

|                                 |                      |                           |
| Vürich 32’                      | Marcatori            | 77’ Caramia               |
| Savini Di Bari Berarducci Couto | Tiri di rigore 1 – 3 | Lecce Filippozzi Giuliano |

## Statistiche

### Statistiche di squadra
| Competizione | Punti | In casa | In casa | In casa | In casa | In casa | In casa | In trasferta | In trasferta | In trasferta | In trasferta | In trasferta | In trasferta | Totale | Totale | Totale | Totale | Totale | Totale | DR  |
| Competizione | Punti | G       | V       | N       | P       | Gf      | Gs      | G            | V            | N            | P            | Gf           | Gs           | G      | V      | N      | P      | Gf     | Gs     | DR  |
| ------------ | ----- | ------- | ------- | ------- | ------- | ------- | ------- | ------------ | ------------ | ------------ | ------------ | ------------ | ------------ | ------ | ------ | ------ | ------ | ------ | ------ | --- |
| Serie A      | 22    | 13      | 4       | 1       | 8       | 11      | 22      | 13           | 3            | 0            | 10           | 9            | 38           | 26     | 7      | 1      | 18     | 20     | 60     | -40 |
| Coppa Italia | -     | 3       | 1       | 2       | 0       | 5       | 3       | 1            | 1            | 0            | 0            | 3            | 1            | 4      | 2      | 2      | 0      | 8      | 4      | +4  |
| Totale       | -     | 16      | 5       | 3       | 8       | 16      | 25      | 14           | 4            | 0            | 10           | 12           | 39           | 30     | 9      | 3      | 18     | 28     | 64     | -36 |

### Statistiche delle giocatrici
| Giocatore      | Serie A  | Serie A | Serie A     | Serie A    | Coppa Italia | Coppa Italia | Coppa Italia | Coppa Italia | Totale   | Totale | Totale      | Totale     |
| Giocatore      | Presenze | Reti    | Ammonizioni | Espulsioni | Presenze     | Reti         | Ammonizioni  | Espulsioni   | Presenze | Reti   | Ammonizioni | Espulsioni |
| -------------- | -------- | ------- | ----------- | ---------- | ------------ | ------------ | ------------ | ------------ | -------- | ------ | ----------- | ---------- |
| M. A. Accoroni | 2        | ?       | 1           | 0          | ?            | ?            | ?            | ?            | 2+       | ?      | 1+          | 0+         |
| S. Berarducci  | 17+1     | 5       | 6           | 0          | ?            | ?            | ?            | ?            | 18+      | 5+     | 6+          | 0+         |
| F. Castaldi    | -        | -       | -           | -          | ?            | ?            | ?            | ?            | 0+       | 0+     | 0+          | 0+         |
| C. Cassanelli  | 24+1     | ?       | 2           | 1          | ?            | ?            | ?            | ?            | 25+      | ?      | 2+          | 1+         |
| A. Castiello   | 8        | ?       | 1           | 0          | ?            | ?            | ?            | ?            | 8+       | ?      | 1+          | 0+         |
| C. Ciarlo      | 3        | ?       | 1           | 0          | ?            | ?            | ?            | ?            | 3+       | ?      | 1+          | 0+         |
| C. Ciccotti    | 23       | ?       | 2           | 0          | ?            | ?            | ?            | ?            | 23+      | ?      | 2+          | 0+         |
| N. Condello    | ?        | ?       | ?           | ?          | ?            | ?            | ?            | ?            | ?        | ?      | ?           | ?          |
| C. Couto       | 25+1     | 4       | 1           | 0          | ?            | ?            | ?            | ?            | 26+      | 4+     | 1+          | 0+         |
| E. Cunsolo     | 21+1     | 1       | 5           | 0          | ?            | ?            | ?            | ?            | 22+      | 1+     | 5+          | 0+         |
| G. Curcuruto   | 0        | 0       | 0           | 0          | ?            | ?            | ?            | ?            | 0+       | 0+     | 0+          | 0+         |
| M. De Angelis  | 9        | 0       | 0           | 0          | ?            | ?            | ?            | ?            | 9+       | 0+     | 0+          | 0+         |
| S. De Luca     | 24+1     | 4       | 2           | 0          | ?            | ?            | ?            | ?            | 25+      | 4+     | 2+          | 0+         |
| D. Di Bari     | 22+1     | 0       | 4           | 0          | ?            | ?            | ?            | ?            | 23+      | 0+     | 4+          | 0+         |
| M. Fazio       | 25+1     | -58-1   | 1           | 0          | ?            | ?            | ?            | ?            | 26+      | -58+   | 1+          | 0+         |
| R. Grassi      | 3        | 0       | 1           | 0          | ?            | ?            | ?            | ?            | 3+       | 0+     | 1+          | 0+         |
| V. Lanzieri    | 14       | 0       | 2           | 1          | ?            | ?            | ?            | ?            | 14+      | 0+     | 2+          | 1+         |
| C. Loddo       | 1        | 0       | 0           | 0          | ?            | ?            | ?            | ?            | 1+       | 0+     | 0+          | 0+         |
| F. Lombardozzi | 1        | 0       | 0           | 0          | ?            | ?            | ?            | ?            | 1+       | 0+     | 0+          | 0+         |
| E. Melis       | 3        | -2      | 0           | 0          | ?            | ?            | ?            | ?            | 3+       | -2+    | 0+          | 0+         |
| G. Monaco      | 5+1      | 0       | 0           | 0          | ?            | ?            | ?            | ?            | 6+       | 0+     | 0+          | 0+         |
| E. Pecchia     | 23+1     | 1       | 2           | 0          | ?            | ?            | ?            | ?            | 24+      | 1+     | 2+          | 0+         |
| A. Pezzotti    | 14+1     | 3       | 1           | 0          | ?            | ?            | ?            | ?            | 15+      | 3+     | 1+          | 0+         |
| M. Picchi      | 1        | 0       | 0           | 0          | ?            | ?            | ?            | ?            | 1+       | 0+     | 0+          | 0+         |
| B. Rea         | 0        | 0       | 0           | 0          | ?            | ?            | ?            | ?            | 0+       | 0+     | 0+          | 0+         |
| M. Santoro     | 0        | 0       | 0           | 0          | ?            | ?            | ?            | ?            | 0+       | 0+     | 0+          | 0+         |
| F. Savini      | 22+1     | 0       | 2           | 1          | ?            | ?            | ?            | ?            | 23+      | 0+     | 2+          | 1+         |
| V. Spagnoli    | 6        | 0       | 0           | 0          | ?            | ?            | ?            | ?            | 6+       | 0+     | 0+          | 0+         |
| S. Visconti    | 24+1     | 1       | 2           | 0          | ?            | ?            | ?            | ?            | 25+      | 1+     | 2+          | 0+         |
| S. Vürich      | 8        | 0       | 0           | 0          | ?            | ?            | ?            | ?            | 8+       | 0+     | 0+          | 0+         |
| T. Zorri       | 3        | 0       | 0           | 0          | ?            | ?            | ?            | ?            | 3+       | 0+     | 0+          | 0+         |